# Amblispa dohrnii
Amblispa dohrnii es un coleóptero de la familia Chrysomelidae.
Fue descrita científicamente por primera vez en 1858 por Baly. Se encuentra en Sri Lanka.